# Mohammad Bassam Imadi
Mohammad Bassam Imadi, född 1950, är en före detta syrisk ambassadör i Sverige, som hoppade av från Bashar al-Assad-regeringen under 2011 och blev medlem av oppositionen Syriens nationella råd.

## Karriär
Imadi avgick från sin post som Syriens ambassadör i Sverige 2009. Han började arbeta med oppositionen i början av upproret i mars 2011.

## Avhopp
Imadi flydde till Turkiet med sin familj i december 2011.